# 勇氣Fighter
《勇氣Fighter》（日语：勇気のファイター）是日本男歌手YASU的首張單曲。1992年5月1日由EMI MUSIC JAPAN（舊名東芝EMI）發行。

## 概要
《勇氣Fighter》是1992年漫畫改編OVA《潮與虎》選為動畫主題歌曲使用的單曲。表題曲「勇氣Fighter」當作片頭主題曲使用，由歌手YASU主唱。至於B面歌曲「Dear My Best Friend」當作片尾主題曲使用，由同名OVA動畫主角蒼月潮的聲優佐佐木望主唱。

## 收錄歌曲
所有歌曲由及川眠子作詞。
1. 勇氣Fighter
  - 主唱：YASU（日语：YASU），作曲、編曲：葉山武
2. Dear My Best Friend
  - 主唱：蒼月潮（CV.佐佐木望），作曲、編曲：西脇辰彌（日语：西脇辰弥）

## 參加作曲家
- 葉山武（吉他、合成器）
- 栗林誠一郎（日语：栗林誠一郎）（合音）

## 相關項目
- 潮與虎
- 及川眠子
- 東芝EMI（現在改名EMI MUSIC JAPAN）